# قناة نايل سبورت
النيل للرياضة، وتُعرف كذلك بـ "قناة نايل سبورت" أو "النيل سبورت" هي قناة فضائية مصرية تبث على نايل سات (Nile Sat)، القناة رياضية، تعرض العديد من المباريات والبرامج الرياضية. تتبع القناة شبكة تليفزيون النيل.

## الحقوق
- الدوري المصري القسم الثاني